# Lipina (Jamné)
Lipina (německy Lippina) je částí obce Jamné. Nachází se 2 km od Jamné v okrese Jihlava v Kraji Vysočina.
Osadou prochází historická hranice Čech a Moravy.

## Název
Název Lipina se vyskytoval v listinách z letech 1846 a 1872. Místní jméno bylo odvozeno od slova lipina, což znamenalo, kde je lipoví či lipový porost.

## Historie
Zmínky o osadě pocházejí až z 18. století. Od roku 1869 přísluší k Jamnému.
Osada byla ještě do dubna 2010 rozdělena mezi tři katastrální území: Dobroutov, Jamné u Jihlavy a Zhoř u Jihlavy, přičemž část náležející původně k Dobroutovu leží v Čechách. Následně k 7. dubnu 2010 byla celá osada katastrálně sloučena v rámci katastrálního území Jamné. Součásti Jamného se severozápadní část osady stala roku 1869.

## Přírodní poměry
Lipina leží v okrese Jihlava v Kraji Vysočina. Nachází se 2 km jižně od Dobroutova, 3 km severozápadně od Zhoře, 4 km severozápadně od Nadějova, 3 km severně od Rybného, 3 km severovýchodně od Jamného a 4,5 km jižně od Polné. Geomorfologicky je oblast součástí Česko-moravské subprovincie, konkrétně Křižanovské vrchoviny a jejího podcelku Brtnická vrchovina, v jejíž rámci spadá pod geomorfologický okrsek Řehořovská pahorkatina. Průměrná nadmořská výška činí 547 metrů. Nejvyšší bod o nadmořské výšce 559 metrů stojí jižně od vsi. Západně od vsi teče Lipinský potok.

## Obyvatelstvo
Podle sčítání 1930 zde žilo v 8 domech 44 obyvatel. 44 obyvatel se hlásilo k československé národnosti. Žilo zde 44 římských katolíků.
| Rok            | 1869 | 1880 | 1890 | 1900 | 1910 | 1921 | 1930 | 1950 | 1961 | 1970 | 1980 | 1991 | 2001 | 2011 |
| -------------- | ---- | ---- | ---- | ---- | ---- | ---- | ---- | ---- | ---- | ---- | ---- | ---- | ---- | ---- |
| Počet obyvatel | 50   | 47   | 50   | 51   | 48   | 46   | 44   | 24   | 34   | 27   | 13   | 11   | 6    | 11   |

## Hospodářství a doprava
V Lipině sídlí firmy CIVOS spol. s r.o. Lipinou prochází silnice II. třídy č. 351 z Rybného do Dobroutova. Dopravní obslužnost zajišťuje dopravce ICOM transport. Autobusy jezdí ve směrech Jihlava, Jamné, Nadějov, Bohdalov, Žďár nad Sázavou, Polná, Arnolec a Měřín.

## Pamětihodnosti
- V osadě se na historické zemské hranici Moravy a Čech nacházejí nejméně dva historické hraniční kameny, z nichž jeden se nachází na dvoře domu č. p. 1, zatímco ten druhý se nachází na hranici parcel č. 1694 a 1695, kde označoval trojmezí katastrálních území Dobroutov, Jamné u Jihlavy a Zhoř u Jihlavy.
- Dřevěná zvonice stojí na návsi u silnice. Zvonek v ní byl posvěcen 15. srpna 1933 a v roce 1942 byl patrně zrekvírován. Nový zvon o váze 30 kg byl posvěcen 19. května 1950 a na původní zvoničce visí dodnes.[14]